# Гилаев, Магзом Гилаевич
Магзом Гилаевич Гилаев (1931 года, село Морское, Денгизский район, Гурьевская область — дата и место смерти не известны) — врач-фтизиатр, Герой Социалистического Труда (1978). Заслуженный врач Казахской ССР (1967).

## Биография
Родился в 1931 году в селе Морское Денгизского района Гурьевской области.
В 1948 году поступил в Алма-Атинский медицинский институт, который окончил в 1954 году.
После завершения обучения начал трудовую деятельность врачом-фтизиатром в Ганюшкинской туберкулёзной районной больнице (ныне село Құрманғазы, Курмангазинский район).  
С 1961 года Магзом Гилаев возглавлял противотуберкулёзный диспансер Денгизского района. Всю свою профессиональную жизнь он посвятил борьбе с туберкулёзом среди сельского населения. Под его руководством в районе были достигнуты значительные успехи:  
- Добился 100%-ного обследования населения района на наличие туберкулёза.
- Внедрял современные методы лечения заболевания.
- Вел активную санитарно-просветительную работу, включая посещение самых отдалённых аулов.
- Организовал на базе районной туберкулёзной больницы вспомогательные кабинеты: флюорографический, томографический.
- Создал перфокартотеку на всё население района (46 000 человек).
- Инициировал открытие детского сада санаторного типа для детей из семей, контактировавших с больными туберкулёзом.

За свои выдающиеся достижения в области здравоохранения в 1967 году ему было присвоено звание «Заслуженный врач Казахской ССР».  
Указом Президиума Верховного Совета СССР от 23 октября 1978 года Гилаев М. Г. был удостоен звания «Герой Социалистического Труда» с награждением орденом Ленина и Золотой медалью «Серп и молот».
Проживал в селе Ганюшкино Курмангазинского района.  
В честь Магзома Гилаева:  
- Одна из улиц села Ганюшкино носит его имя.
- Курмангазинская районная туберкулёзная больница названа в его честь.

Его вклад в развитие медицины и борьбу с туберкулёзом остаётся важной частью истории здравоохранения Казахстана.

## Награды
- Герой Социалистического Труда — указом Президиума Верховного Совета СССР от 23 октября 1978 года;
- Орден Ленина (1978);